# Williston (Vermont)
Williston és una població dels Estats Units a l'estat de Vermont. Segons el cens del 2000 tenia 7.650 habitants.

## Demografia
Segons el cens del 2000, Williston tenia 7.650 habitants, 2.921 habitatges, i 2.141 famílies. La densitat de població era de 97,4 habitants per km².
Dels 2.921 habitatges en un 36,8% hi vivien nens de menys de 18 anys, en un 65,1% hi vivien parelles casades, en un 5,3% dones solteres, i en un 26,7% no eren unitats familiars. En el 20,4% dels habitatges hi vivien persones soles el 7,9% de les quals corresponia a persones de 65 anys o més que vivien soles. El nombre mitjà de persones vivint en cada habitatge era de 2,59 i el nombre mitjà de persones que vivien en cada família era de 3,02.
Per edats la població es repartia de la següent manera: un 27,5% tenia menys de 18 anys, un 4,1% entre 18 i 24, un 32% entre 25 i 44, un 24,6% de 45 a 60 i un 11,7% 65 anys o més.
L'edat mediana era de 39 anys. Per cada 100 dones de 18 o més anys hi havia 91,6 homes.
La renda mediana per habitatge era de 61.467 $ i la renda mediana per família de 69.762 $. Els homes tenien una renda mediana de 49.048 $ mentre que les dones 31.740 $. La renda per capita de la població era de 29.757 $. Entorn del 0,8% de les famílies i l'1,5% de la població estaven per davall del llindar de pobresa.